# Будюк Орест Васильович
Орест Васильович Будюк (23 серпня 1995, Ратне, Волинська область, Україна) — український футболіст, воротар київського «Арсенала».

## Клубна кар'єра

### Ранні роки
Орест Будюк народився 23 серпня 1995 року в смт Ратне Волинської області. Футболом почав займатися з 8-ми річного віку в футбольній секції при ЗОШ № 170, першим тренером був Григорій Сергійович Матієнко, який і визначив позицію на футбольному полі для майбутнього гравця — воротар. В 2010 році потрапив до ДЮСШ «Зміна-Оболонь», де його першим тренером став Михайло Михайлович Лабузов.

### Оболонь та Іллічівець
З 2012 року тренувався разом з головною командою столичної «Оболоні», але в її складі дебютувати Оресту так і не судилося. Крім тренувань з головною командою «пивоварів», залучався й до складу їх друголігового фарм-клубу, «Оболоні-2». Саме в складі цього клубу й дебютував на професіональному рівні. Сталося це 5 серпня 2012 року в переможному (4:0) домашньому матчі 4-го туру групи А другої ліги чемпіонату України проти одеського СКА. Юний футболіст тоді вийшов на поле на 84-ій хвилині поєдинку, замінивши Віталія Онопка. Свій другий та останній матч у складі «Оболоні-2» зіграв 3 листопада 2012 року, це був програний (0:1) виїзний поєдинок 19-го туру групи А другої ліги чемпіонату України проти стрийської «Скали». Будюк в цьому поєдинку також вийшов на поле після заміни, на 67-ій замість Василя Литвиненка. Проте згодом у зв'язку з ліквідацією столичної «Оболоні» отримав статус вільного агента.
Після цього перейшов до маріупольського «Іллічівця». Спочатку разом з командою виграв срібні нагороди Прем'єр-ліги U-19, а потім й чемпіонство у Прем'єр-лізі U-21. Після цього декілька разів потрапляв до заявки команди на матчі Прем'єр-ліги, але на поле жодного разу так і не вийшов. Проте через агресію російсько-сепаратистських військ на сході України залишив Маріуполь.

### Черкаський Дніпро
В 2015 року перейшов до складу друголігового клубу «Черкаський Дніпро». У своїй новій команді дебютував 3 червня 2015 року у переможному (3:0) виїзному матчі 27-го туру другої ліги чемпіонату України проти новокаховської «Енергії». Орест вийшов у стартовому складі та відіграв увесь поєдинок. Той поєдинок так і залишився єдиним у складі черкаського клубу в сезоні 2014/15 років. Проте вже наступного сезону заграв дуже впевнено й спочатку виграв конкуренцію у Віталія Мирного, а під час зимового трансферного вікна той і взагалі покинув клуб. Наразі в складі черкащан у чемпіонатах України Орест Будюк зіграв 32 матчі, в яких пропустив 29 м'ячів.

## Кар'єра в збірній
2 вересня 2011 року в матчі кваліфікації до молодіжного чемпіонату Європи проти Угорщини (U-17) дебютував за юнацьку збірну України, вийшовши на 2 останні хвилини в тому поєдинку.
26 березня 2013 року зіграв 46 хвилин у футболці збірної України U-18 проти однолітків з Польщі.